# Genti e paesi
Genti e paesi (People and Places) è una serie di film documentari di genere etnografico prodotta dalla Walt Disney Productions. A differenza della coeva serie La natura e le sue meraviglie (1948-1960) che includeva cortometraggi e lungometraggi, i 17 documentari di Genti e paesi sono tutti cortometraggi o mediometraggi, ed eccetto Cacciatori eschimesi, Siam, Gente di Sardegna e Gli uomini blu del Marocco sono tutti girati in CinemaScope. Alcuni film della serie includono inoltre delle sequenze in animazione. Disneyland, U.S.A. è l'unico ad essere stato pubblicato in DVD, nel primo disco della raccolta Disneyland: Secrets, Stories and Magic, facente parte della collana Walt Disney Treasures e uscita solo nell'America del Nord. Negli anni ottanta alcuni film della serie furono distribuiti in quattro VHS in Italia col titolo Popoli e paesi.
Nell'ottobre 2019 è stato annunciato che la Supper Club sta producendo un revival della serie per la piattaforma di streaming Disney+.

## Filmografia
- Cacciatori eschimesi (The Alaskan Eskimo), regia di James Algar (1953)
- Siam, regia di Ralph Wright (1954)
- Svizzera (Switzerland), regia di Ben Sharpsteen (1955)
- Uomini contro l'Artide (Men Against the Arctic), regia di Winston Hibler (1955)
- Gente di Sardegna (Sardinia), regia di Ben Sharpsteen (1956)
- Disneyland, U.S.A., regia di Hamilton Luske (1956)
- L'incanto di Samoa (Samoa), regia di Ben Sharpsteen (1956)
- Gli uomini blu del Marocco (The Blue Men of Morocco), regia di Ralph Wright (1957)
- Lapponia (Lapland), regia di Ben Sharpsteen (1957)
- Portogallo (Portugal), regia di Ben Sharpsteen (1957)
- Wales, regia di Geoffrey Foot (1958)
- Scotland, regia di Geoffrey Foot (1958)
- Tuffatrici giapponesi (Ama Girls), regia di Ben Sharpsteen (1958)
- Seven Cities of Antarctica, regia di Winston Hibler (1958)
- Cruise of the Eagle, regia di Ben Sharpsteen (1959)
- Giappone (Japan), regia di Ben Sharpsteen (1960)
- Danubio (The Danube), regia di Ben Sharpsteen (1960)